# Sítio do Mato
Sítio do Mato är en kommun i Brasilien.   Den ligger i delstaten Bahia, i den östra delen av landet, 600 km nordost om huvudstaden Brasília. Antalet invånare är 12 051.
Omgivningarna runt Sítio do Mato är en mosaik av jordbruksmark och naturlig växtlighet. Runt Sítio do Mato är det glesbefolkat, med 14 invånare per kvadratkilometer.